# Arré
Pour l’article ayant un titre homophone, voir Arre.
L'Arré est une rivière française qui coule dans le département de l'Oise, dans l'ancienne région Picardie donc dans la nouvelle région des Hauts-de-France. C'est un affluent de la rive gauche de Brêche, et donc un sous-affluent de la Seine par l'Oise.

## Géographie
L'Arré naît dans la propriété Naquet, parc à l'ouest de Saint-Just-en-Chaussée.
L'Arré naît sur le plateau picard, où se situe l'essentiel de son bassin, à l'ouest de la ville de Saint-Just-en-Chaussée. Elle traverse ensuite la commune de Valescourt et le village de Saint-Remy-en-l'Eau. La rivière de l'Arré descend du nord au sud en sortant du canton de Saint-Just-en-Chaussée (entrant dans le canton de Clermont) et passe au hameau du Metz, au bas d'Avrechy, à l'est de Bizancourt, entre les deux sections du village d'Airion, puis à Crécy. Elle forme ensuite la limite entre Fitz-James et le territoire d'Agnetz, et se réunit à la Brêche dans les prés Le Comte, à l'est de Ramecourtà son entrée dans la commune de Clermont. La longueur de son cours d'eau est de 15,7 km.

### Communes et cantons traversées
L'Arré traverse les huit communes de Saint-Just-en-Chaussée (source), Valescourt, Saint-Remy-en-l'Eau, Avrechy, Airion, Agnetz, Fitz-James et Clermont (confluence), toutes situées dans le département de l'Oise,.
Soit en termes de cantons, l'Arré prend source dans le canton de Saint-Just-en-Chaussée, traverse et conflue dans le canton de Clermont, le tout dans l'arrondissement de Clermont.

### Bassin versant
L'Arré traverse une seule zone hydrographique « l'Arré de sa source au confluent de la Brèche (exclu) » (H206) de 94 km2 de superficie. Ce bassin versant est constitué à 88,09 % de « territoires agricoles », à 7,12 % de « forêts et milieux semi-naturels », à 5,24 % de « territoires artificialisés ».
Les cours d'eau voisins sont au sud, au sud-ouest et à l'ouest la Brêche, la Noye au nord-ouest, l'Avre au nord, la rivière des Trois Doms au nord-est, l'Aronde à l'est, et l'Oise au sud-est.

### Organisme gestionnaire
L'organisme gestionnaire est le syndicat mixte du bassin versant de la Brèche.

## Affluents
L'Arré n'a pas d'affluent référencé.

### Rang de Strahler
Donc le rang de Strahler de l'Arré est de un.

## Hydrologie
Son régime hydrologique est dit pluvial océanique.

## Histoire
Il paraît qu'en des temps reculés, l'Arré sortait de terre entre Plainval et le Fossé Thibault sous le bois Conatte, c'est-à-dire 3 600 mètres environ au-dessus de sa source actuelle. Des fossés existent encore depuis le château de Plainval jusqu'au pont de la route de Montdidier à Saint-Just-en-Chaussée. Cette rivière naît près de plusieurs sources dans l'enclos de l'ancienne abbaye de Saint-Just près de la Fontaine Syrique, desséchée depuis 1718.
La tradition locale situe le martyre de saint Just au niveau de la source, dans l'ancienne propriété Naquet, devenue depuis 1946 un complexe multisport communal (commune de Saint-Just-en-Chaussée). Là fut implantée une collégiale de chanoines séculiers, remplacée au XIIe siècle par une abbaye de chanoines prémontrés venus de l'abbaye de Dommartin  et qui subsista jusqu'à la Révolution française. Ce serait près de la Fontaine Syrique qu'en l'An 278 ou en 303 se produisit le martyre du glorieux enfant nommé Just d'Auxerre dont le bourg de Saint-Just-en-Chaussée évoque le personnage.
Cette rivière était très exposée à des crues rapides. Il y eut un débordement si considérable que le 22 janvier 1757, l'étang de Crécy (commune d'Airion), aujourd'hui comblé, fut à peu près détruit par l'enlèvement de ses berges.

## Étymologie
Elle porta le nom de « rivière de Warty » au XVIe siècle, Warty étant l'ancien nom de Fitz-James. Son nom signifie rivière lente et paresseuse. La rivière se nommait « Aragga » au Xe siècle, « Arais » au XIVe siècle.

## Sites remarquables
- Propriété Naquet (Saint-Just-en-Chaussée), de 10 hectares, où la rivière prend sa source, site naturel inscrit depuis le 18 septembre 1946[2].
- Château de Saint-Remy-en-l'Eau
- Église Saint-Lucien d'Avrechy
- Ferme de Saint-Rémy-l'Abbaye

## Aménagements et écologie

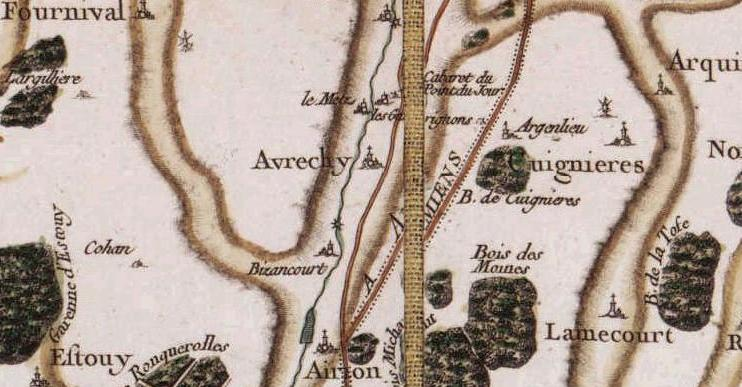
Vallée de l'Arré sur la carte de Cassini à Avrechy et Airion.

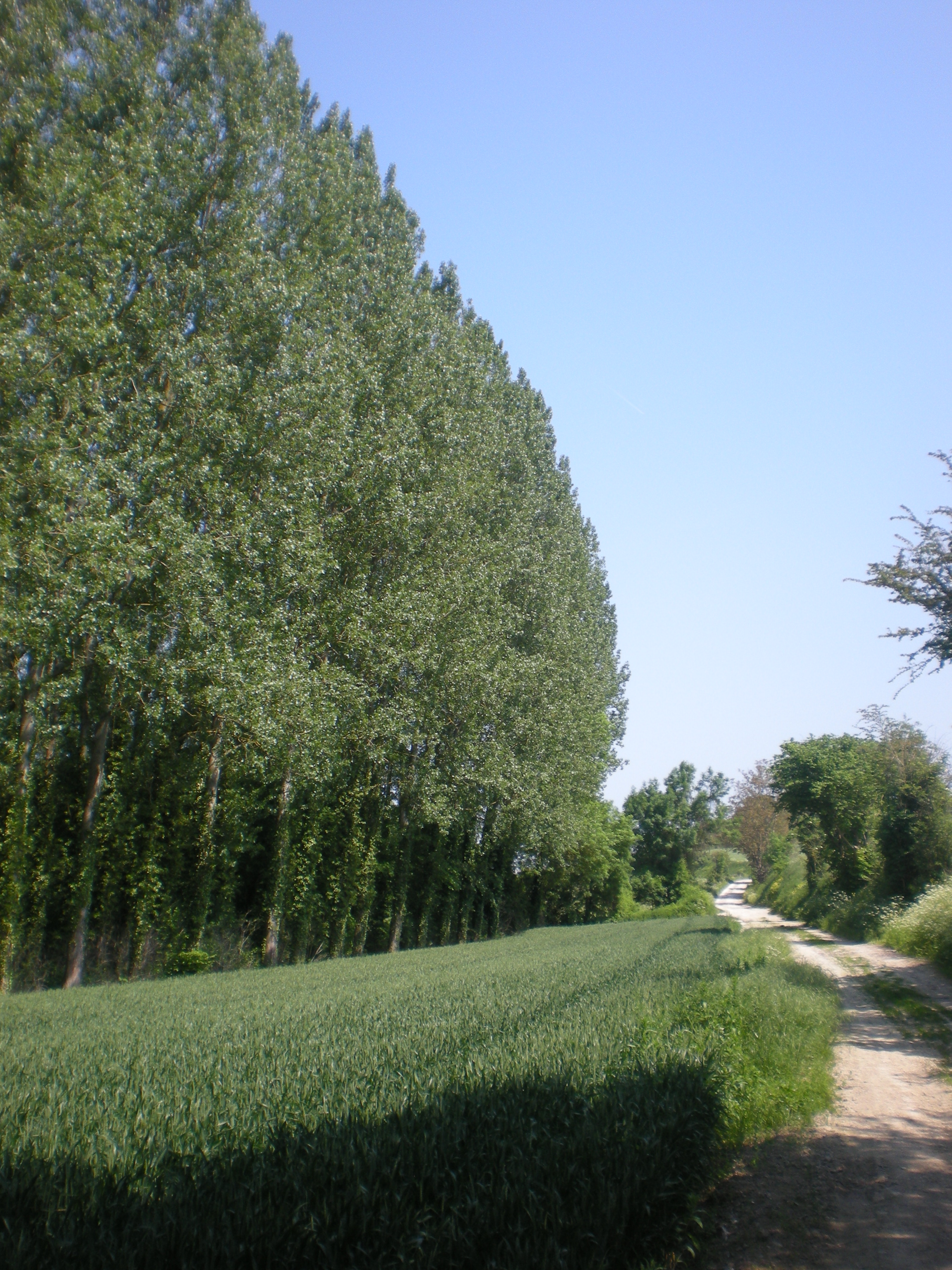
Marais du pré des petites aunes à Airion.

La vallée de l'Arré, orienté nord-sud, servit au passage du chemin de fer pour la ligne Paris Amiens. Cette vallée a donc encore quatre gares sur le tracé Paris-Lille : 
- Gare de Saint-Just-en-Chaussée
- Gare de Saint-Rémy-en-l'Eau
- Gare d'Avrechy
- Gare de Clermont-de-l'Oise

À Airion, le sentier de grande randonnée GR 124 passe sous la voie ferrée comme la route départementale D 158.